# Vasile al II-lea al Constantinopolului
Vasile al II-lea Kamateros, cunoscut și ca Phylakopoulos, (în greacă Βασίλειος Καματηρός, transliterat: Vasileios Kamateros; d. după 1186) a fost un cleric ortodox grec, care a îndeplinit funcția de patriarh ecumenic al Constantinopolului din august 1183 până în februarie 1186.
Provenea dintr-o familie nobiliară bizantină apropiată puterii și a primit o educație înaltă care i-a permis să avanseze rapid la curtea imperială. Diacon și custode al arhivelor Bisericii „Sfânta Sofia”, a fost ales pe tronul patriarhal în august 1183 în locul lui Teodosie Borradiotes, prin voința regentului Andronic I Comnenul, care exercita de facto puterea imperială. Imediat după alegerea sa, a trebuit să se angajeze în scris că se va conforma voinței imperiale și că va respinge ca ilegal tot ceea ce contravenea hotărârilor lui Andronic.
El a convocat un sinod în septembrie 1183 unde l-a eliberat pe noul împărat de jurămintele de loialitate asumate față de predecesorii săi, Manuel I Comnen și tânărul Alexie al II-lea Comnen. A acordat, de asemenea, o amnistie generală tuturor celor care au contribuit la detronarea lui Alexie al II-lea și la ascensiunea la tron a lui Andronic I.
După detronarea lui Andronic I în septembrie 1185, noul împărat, Isaac al II-lea Angelos, nu a avut încredere în el și l-a destituit în februarie 1186, sub pretextul că acceptase întoarcerea în societatea laică a văduvelor și tinerelor femei care fuseseră călugărite forțat din porunca lui Andronic I.

## Biografie

### Origine
Vasile provenea din familia nobiliară Kamateros⁠(d), care a dat mai mulți funcționari de rang înalt ai Imperiului Bizantin încă din secolul al IX-lea. Tatăl lui Vasile a fost unul dintre cei mai importanți membri ai senatului, ceea ce i-a permis să-i ofere fiului său o educație înaltă. Vasile a fost instruit în cunoașterea limbii și literaturii grecești, a dreptului și a Sfintei Scripturi. Locul de naștere al lui Vasile este descris de Léon Balianitès și se poate deduce că se referă la Constantinopol. Vasile a avut și un frate geamăn, al cărui nume rămâne încă necunoscut. Singurele detalii cunoscute despre acest frate sunt că a urmat o carieră bisericească și că a murit înainte ca fratele său, Vasile, să devină patriarh.
Câțiva membri ai familiei Kamateros s-au aflat în slujba împăraților bizantini în secolele al X-lea și al XI-lea, iar unii dintre împărați au fost chiar înrudiți cu această familie. Printre membrii familiei s-au numărat Ioan Doukas Kamateros⁠(en)[traduceți], logotet drom și favoritul imp. Manuel I Comnenos, Euphrosyne Doukaina Kamatera, soția împăratului bizantin Alexie al III-lea Angelos, patriarhul Ioan al X-lea al Constantinopolului (1198-1206) și arhiepiscopul Ioan al Ohridului⁠(ru)[traduceți] (după 1183). Familia Kamateros a avut și reprezentanți în rândul clerului, printre care a fost patriarhul Vasile al II-lea. Această familie l-a susținut cu înflăcărare pe împăratul Andronic I. Cu toate acestea, puterea familiei a luat sfârșit în secolul al XIII-lea.
Există puține izvoare istorice în legătură cu viața lui Vasile al II-lea. Una dintre singurele surse primare care s-a mai păstrat este elogiul scris de Grigore Antiochos⁠(en)[traduceți], un mare retor și funcționar imperial contemporan cu Vasile al II-lea. Acest text este o sursă importantă de informații despre viața lui Vasile al II-lea Kamateros. Elogiul a fost scris pentru Vasile și avea scopul să-l ajute pe Grigore să intre în grațiile patriarhului. Această metodă a fost folosită de mai multe ori de Grigore pentru a deveni agreat de mai mulți funcționari superiori sau pentru a cere milă pentru el, descriindu-le boala de care suferea.
O a doua sursă primară foarte importantă este didascalia scrisă de Léon Balianitès. Informațiile găsite în această sursă le confirmă pe cele prezentate în elogiul lui Grigore, dar par a fi mult exagerate. Cele două surse primare diferă doar cu privire la informațiile despre misiunea lui Vasile la Roma. Astfel, Grigore povestește mai detaliat cum s-a încheiat această misiune, considerând-o mai degrabă un eșec, în timp ce Balianitès nu a vrut să povestească eșecul suferit de Vasile la Roma, mărginindu-se doar să menționeze că Vasile a contribuit cu bună credință la obținerea păcii între Imperiul Bizantin și Roma.

### Context istoric
Vasile Kamateros a trăit în secolul al XII-lea, care a fost marcat de domnia împăraților din dinastia Comnen în Imperiul Bizantin. Alexie I Comnenul (1081-1118) a condus o campanie viguroasă de cucerire către Italia și Grecia și a realizat, de asemenea, o alianță cu țările occidentale în cruciada împotriva turcilor (1096-1099). A fost urmat de fiul său, Ioan II-lea (1118-1143), care a vrut să ocupe teritoriul Principatului de Antiohia și să-l reintegreze în Imperiul Bizantin. Manuel I (1143–1180), fiul lui Ioan al II-lea, a trebuit, la fel ca și bunicul său, să organizeze o cruciadă. Unul dintre verișorii lui, Andronic (1183–1185), a preluat ulterior puterea prin detronarea fiului lui Manuel I, Alexie al II-lea (1180–1183).
În timpul domniei lui Manuel I Comnen, Imperiul Bizantin a traversat o perioadă de înflorire considerată de unii autori ca o „epocă de aur”. Întrucât succesorul lui Manuel I urma să fie fiul său, Alexie al II-lea, care nu era pregătit să preia atribuțiile imperiale, Andronic a trebuit să depună un jurământ în fața împăratului că va fi loial urmașului desemnat. Tânărul Alexie al II-lea a devenit împărat după moartea tatălui său în septembrie 1180, dar a dus o viață atât de depravată încât a ajuns să semneze până și sentința de condamnare la moarte a propriei sale mame. El a fost asasinat la rândul său în septembrie 1183, după numai trei ani de domnie, la cererea uzurpatorului Andronic I. După moartea tânărului Alexie, Andronic i-a cerut lui Vasile să-l elibereze de jurământul făcut lui Manuel I.

### Cariera diplomatică în timpul domniei lui Manuel I
Vasile a slujit inițial ca diplomat în timpul domniei împăratului bizantin Manuel I Comnen (1143–1180). Elogiul scris de Grigore Antiochos furnizează mai multe informații în legătură cu cariera lui Vasile înainte de a deveni patriarh al Constantinopolului, deci înaintea anului 1183. Grigore descrie ascensiunea lui Vasile la curtea imperială din Constantinopol în timpul domniei lui Manuel I. Împăratul l-a plăcut mult pe Vasile și i-a încredințat mai multe responsabilități. Vasile a reușit așadar să câștige încrederea împăratului și să urce foarte repede pe scara socială înainte de ascensiunea sa în ierarhia bisericească. El s-a ocupat mai întâi de treburile publice. După aceea, împăratul i-a solicitat prezența oriunde mergea, așa că Vasile a fost nevoit să-l însoțească în toate expedițiile sale. Având în vedere responsabilitatea dificilă a împăratului de a călători în toate regiunile în care era solicitat, el a hotărât să-l numească pe Vasile ambasador și purtător de cuvânt. Vasile a fost nevoit, prin urmare, să călătorească în mai multe regiuni ca reprezentant al împăratului. Sarcina nu a fost ușoară, pentru că Vasile trebuia să străbată meleaguri barbare și să încerce să-i convingă pe localnici să respecte hotărârile împăratului.
Potrivit celor scrise de Grigore Antiochos, Vasile a fost ales ambasador de Manuel I, deoarece își însușise o retorică bună care îi permitea să țină „discursuri potrivite într-o singură limbă”, pe care toată lumea putea să le înțeleagă indiferent de originea lor. Atenția împăratului fusese atrasă de mintea strălucită și gândirea profundă ale lui Vasile, care erau virtuți necesare pentru gestionarea treburilor publice. Vasile a ajuns să fie considerat „mâna dreaptă” a împăratului, căci, pe lângă faptul că era purtătorul său de cuvânt, îndeplinea toate poruncile date de acesta. În anii 1150 Manuel I a încheiat mai multe acorduri cu Regatul Ierusalimului. Vasile a fost trimis apoi de mai multe ori în misiune în Palestina pentru a plăti diferite sume de bani guvernatorului Ierusalimului și a întâmpinat mari dificultăți pentru a se întoarce cu bine de pe aceste meleaguri în cursul misiunilor sale.
Vasile a călătorit în mai multe rânduri în Italia pentru a purta negocieri în numele lui Manuel I și a încerca să realizeze înțelegeri cu conducătorii politici și religioși de acolo, dar, din păcate, una dintre aceste misiuni i-a fost fatală. Manuel I a încercat să împace cele două biserici, cea ortodoxă și cea romano-catolică, inițiind o serie de discuții cu papa Alexandru al III-lea (1159-1181). Grigore Antiochos și Léon Balianitès au povestit în scrierile lor ultima misiune la Roma a lui Vasile, care a fost un mare eșec. Anul cel mai probabil al acestei misiuni este 1169. Solul imperial a trebuit să părăsească Roma din cauza unor neînțelegeri survenite în cursul negocierilor cu papalitatea, ceea ce a dăunat imaginii Imperiului. După această misiune diplomatică nereușită în Italia, Vasile a căzut în dizgrație și a fost alungat de Manuel I de la curtea imperială pentru un anumit timp.

### Cariera politică în timpul domniei lui Andronic I
Exilul lui Vasile nu a pus capăt carierei sale politice. Soarta fostului demnitar s-a schimbat în bine odată cu ascensiunea la putere a lui Andronic I Comnenul (1183-1185), care fusese exilat anterior de Manuel I în Rusia și trăise în exil și în timpul scurtei domnii a lui Alexie al II-lea Comnenul (1180-1183).
Andronic a intrat în Constantinopol în aprilie 1182, profitând de perioada de haos de după moartea lui Manuel I și de încercările de răsturnare a lui Alexie de către alți pretendenți, și a fost primit cu onoruri aproape divine. El a răsturnat guvernul imperial, iar la 16 mai 1182, pretinzând că este protectorul lui Alexie, l-a restabilit oficial pe tron. Tânărul împărat nu era interesat însă de guvernarea imperiului, iar Andronic a fost cel care a exercitat de facto puterea imperială, înlăturându-i treptat pe toți susținătorii lui Alexie și întemnițând-o pe împărăteasa văduvă Maria.
Odată sosit la Constantinopol, Andronic l-a chemat din exil pe Vasile și i-a cerut ajutorul în organizarea afacerilor interne ale imperiului. Vasile a urcat apoi rapid în ierarhia administrativă, ajungând să ocupe postul de vistiernic al imperiului. Mai precis, potrivit lui Léon Balianitès, el era responsabil cu administrarea vistieriei imperiale. Andronic avea multă încredere în el și i-a încredințat, pe lângă sarcinile administrative laice, funcția de „cartofilax” (custode al arhivelor) al Patriarhiei Constantinopolului, contribuind astfel la ascensiunea lui pe tronul patriarhal. În septembrie 1183 Andronic a fost proclamat oficial împărat în fața mulțimii de pe terasa bisericii din Halki, iar până la sfârșitul aceleiași luni a ordonat asasinarea lui Alexie.

### Cariera bisericească

#### Înscăunarea ca patriarh
După 14 ani de greutăți întâmpinate în perioada domniei împăratului Manuel I, Vasile al II-lea Kamateros a preluat funcția de patriarh în august 1183, fiind deja menționat oficial în scripte în luna septembrie. A fost înscăunat pe tronul patriarhal în Biserica „Sfânta Sofia”, care era cunoscută în acea vreme ca sediu al patriarhului Constantinopolului. Andronic, care era în acea vreme regent imperial, avea nevoie ca Vasile să fie patriarh pentru a pune capăt puterii ecleziastice a patriarhului Teodosie Borradiotes, cu care se afla în conflict. Patriarhul Teodosie a fost înlocuit cu Vasile al II-lea, care ocupa în acea vreme funcția de „cartofilax” (custode al arhivelor) al Bisericii „Sfânta Sofia” și îl susținea cu înverșunare pe Andronic.
Disputa care a pus capăt patriarhatului lui Teodosie a fost declanșată de refuzul ferm al înaltului ierarh de a-și da acordul pentru căsătoria proiectată a fiicei nelegitime a lui Andronic, Irina, cu fiul nelegitim al lui Manuel I, Alexie, din cauza faptului că cei doi erau rude apropiate. Pentru a înțelege mai bine, Alexie era fiul nelegitim al lui Manuel I, iar Irina era fiica verișoarei sale primare, Teodora. Deci, Alexie era unchiul Irinei din partea mamei sale, dar și un văr secundar (al Irinei) din partea tatălui ei. Andronic era însă o persoană autoritară și nu admitea ca patriarhul Constantinopolului să-i contrazică deciziile, așa că Teodosie a fost forțat să abdice probabil în august 1183, după exprimarea în scris a consimțământului cu privire la alungarea împărătesei-văduve Maria a Antiohiei din Marele Palat din Constantinopol (care a avut loc în iulie sau august), dar înainte de urcarea pe tron a noului împărat (la 3 septembrie).

#### Activitatea desfășurată
Noul patriarh s-a conformat imediat dorințelor lui Andronic, dându-și acordul pentru căsătoria Irinei cu Alexie, eliberându-l pe Andronic de jurământul făcut lui Manuel I și iertându-i pe ucigașii împăratului Alexie al II-lea Comnenul. În toamna anului 1183, după proclamarea lui Andronic I ca împărat și uciderea tânărului împărat Alexie al II-lea, Vasile al II-lea a consimțit la căsătoria împăratului în vârstă de 65 de ani cu Anna, văduva în vârstă de 12 ani a împăratului ucis. În urma cererii împăratului, el a mutat clerul de la o catedrală la alta.
Grigore Antiochos afirmă în elogiul său că patriarhul Vasile al II-lea era un foarte bun orator și retor și avea o voință puternică. În perioada păstoririi lui Vasile au fost realizate o serie de reforme bisericești printre care impunerea de limitări și noi restricții pentru personalul clerical (această reformă a fost descrisă de Grigore ca o curățare a Bisericii Ortodoxe a Constantinopolului prin înlăturarea tuturor „gunoaielor” care ar fi putut păta imaginea ei) și eliminarea înclinației către lux acumulată de-a lungul timpului prin îndepărtarea podoabelor și ornamentelor superficiale, astfel încât bisericile să aibă o frumusețe naturală. Aceste reforme au fost influențate, de asemenea, de reorganizarea socială și financiară a imperiului în timpul domniei împăratului Andronic I.

#### Sfârșitul păstoririi
La 12 septembrie 1185 împăratul Andronic I Comnenul, protectorul lui Vasile, a fost detronat în urma unei revolte populare, iar Vasile al II-lea, temându-se că va pierde tronul patriarhal, l-a încoronat ca împărat pe Isaac al II-lea Angelos (1185–1195 și 1203–1204). Potrivit lui Grigore Antiochos, cariera diplomatică a lui Vasile al II-lea a cunoscut un regres după moartea lui Andronic I, deoarece el a devenit foarte nepopular în rândul populației și au izbucnit mai multe revolte pentru a-l alunga de pe tronul patriarhal. El s-a confruntat cu multe lovituri dure în perioada următoare. Vasile a continuat să slujească ca patriarh după ascensiunea la putere a noului împărat, căruia a încercat să-i intre în grații. Noul împărat nu-l plăcea deloc pe Vasile și a intenționat să-l destituie, în ciuda încercărilor patriarhului de a se face cât mai util posibil. La scurt timp după încoronarea noului împărat a avut loc un sinod care a examinat cazul mai multor femei care fusese călugărite forțat din porunca lui Andronic și care solicitau să fie reprimite în societatea laică.
Data încheierii păstoririi patriarhului Vasile nu este cunoscută cu exactitate, ca urmare a faptului că sursele menționează trei date diferite. În primul rând, Nichifor Calist menționează o durată a păstoririi de 6 ani și jumătate, ceea ce este imposibil din cauza existenței altor trei patriarhi (Nichita al II-lea, Dosoftei și Leontie) în această perioadă. Mult mai plauzibil, Matei Cigalas, Filip de Novara, precum și manuscrisele Paris. suppl. 755 și Atheniensis 1372, atribuie o durată a păstoririi de doi ani și jumătate. În cele din urmă, manuscrisul Laurentianus LIX 13 menționează durata cea mai scurtă de păstorire: doi ani fără întreruperi. Surse mai recente menționează că patriarhul Vasile al II-lea a păstorit în perioada vara anului 1183 – începutul anului 1186 (Dictionnaire de théologie catholique) sau în perioada 1183–1187 (listele lui Karl Krumbacher). Din coroborarea informațiilor incluse în toate aceste surse istorice, teologul și bizantinologul francez Venance Grumel (secretar al Revue des études byzantines și autor al unei cronologii a patriarhilor de Constantinopol) consideră că durata patriarhatului lui Vasile al II-lea ar fi de 2 ani și 6 luni, rezultând că data cea mai probabilă a încheierii păstoririi lui Vasile al II-lea Kamateros este în cursul lunii februarie 1186.
Patriarhul Vasile a fost nevoit să abdice în anul 1186 după ce Isaac al II-lea l-a acuzat că a obligat mai multe femei, care deveniseră călugărițe în timpul domniei lui Andronic I, să reintre în societate și să poarte din nou veșminte laice după detronarea fostului împărat. În aprilie 1186 a fost condamnat, de asemenea, de sinod pentru că a aprobat căsătoria necanonică a doi membri ai aceleiași familii (Comnen). Nu se cunoaște care a fost soarta lui ulterioară.

## Notă explicativă
1. ↑  Potrivit istoricului Charles Cawley, diplomatul împăratului Manuel și patriarhul sunt două persoane diferite.